# 愛がなくちゃね。
『愛がなくちゃね。』（あいがなくちゃね）は、矢野顕子の6枚目のスタジオアルバム。1982年6月25日発売。発売元は徳間ジャパン。CDはミディ。

## 概要
イエロー・マジック・オーケストラの高橋幸宏、細野晴臣、坂本龍一、またジャパンのデヴィッド・シルヴィアン、ミック・カーンらを迎えてのアルバム。他に大村憲司、浜口茂外也も参加。
LP盤の発売時には、高騰しつつあるアルバム価格への配慮から、ジャケット•歌詞カード(¥1,000)とLP盤(¥1,800)を分けて販売する販売形態がとられた。

## 収録曲
1. 愛がなくちゃね　(作詞：矢野顕子、ピーター・バラカン　作曲：矢野顕子)
  - JASRACの音楽著作権登録及び歌詞カードでは、アルバムタイトルと異なり、句点（。）はつかない。一方レコードジャケットの曲目表記には句点がついている。
  - ライブアルバム・DVD『TWILIGHT』(2000年発売)に、ライブテイクが収録。
2. 悲しくてやりきれない　(作詞：サトウハチロー　作曲：加藤和彦)
  - ザ・フォーク・クルセダーズの曲のカバー。
3. What's Got In Your Eyes?　(作詞：矢野顕子、ピーター・バラカン　作曲：矢野顕子)
4. おいしい生活　(作詞：糸井重里、矢野顕子　作曲：矢野顕子)
  - 西武百貨店のCMソング。糸井によるキャッチコピー「おいしい生活」をそのまま楽曲のタイトルに使用している。
5. みちでバッタリ　(作詞：岡真史　作曲：高橋悠治)
  - 岡真史の詩集『ぼくは12歳』収録の詩に、高橋悠治が曲をつけた歌曲集より。矢野のアルバム『BROOCH』にもこの歌曲集より2曲が採用されている。
6. 女たちよ 男たちよ　(作詞・作曲：矢野顕子)
7. あいするひとよ　(作詞・作曲：矢野顕子)
  - シングル『あしたこそ、あなた』のB面収録曲とは別バージョン。
8. Sleep On My Baby　(作詞・作曲：矢野顕子)
  - 坂本龍一とカクトウギ・セッションのアルバム『サマー・ナーヴス』収録曲のソロバージョン。
9. Another Wedding Song　(作詞・作曲：矢野顕子)
10. どんなときも どんなときも どんなときも　(作詞：糸井重里、矢野顕子　作曲：矢野顕子)
  - オリンパス光学工業のCMソング。CMでは鈴木慶一が歌唱していた。
11. Good Night　(作詞：矢野顕子、ピーター・バラカン　作曲：高橋悠治)
  - デヴィッド・シルヴィアンとのデュエット。
  - シチズン時計のCMソング。

- LP盤は「うし面」が1～5、「ぞう面」が6～11であった。